# Hřib hnědofialový
Hřib hnědofialový (Boletus separans Peck) je vzácná houba z čeledi hřibovitých. Je jedlý a spadá mezi tzv. pravé hřiby.

## Synonyma
- Boletus edulis f. separans (Peck) Vassilkov
- Boletus edulis subsp. separans (Peck) Singer
- Boletus reticulatus subsp. separans (Peck) Hlaváček
- Boletus separans Peck

- hřib fialově hnědý

## Taxonomie
Názory mykologů na klasifikaci hřibu hnědofialového nejsou zcela jednotné. Existuje totiž možnost, že alespoň část takto identifikovaných plodnic může ve skutečnosti být forma hřibu borového rostoucí pod listnatými stromy (především buky).

## Vzhled
Klobouk dosahuje 50 - 150 milimetrů, povrch plstnatý, šedohnědý, na okraji s fialovým nebo hnědofialovým nádechem; v mládí často okrově skvrnitý
Třeň je břichatý, okrově hnědý s červenavým nádechem, horní polovinu kryje bílá síťka.
Dužnina je barevně neměnná, bělavá, příjemně hřibovitě vonící.

## Výskyt
Velmi vzácný, roste jednotlivě nebo v malých skupinách v listnatých a smíšených lesích. Je vázaný na buky, duby a kaštanovník setý.

## Záměna
Houbaři jej často zaměňují za hřib dubový, vzhledově podobný může být hřib borový.